# 國道106號 (印度)
國道106號（英語：National Highway 106，簡稱NH 106）是一條連接著印度比哈爾邦比爾普爾和比赫普爾的公路，全長130公里（81英里）並完全位於比哈爾邦境內，而他途徑的城鎮則有斯姆拉希巴扎爾、皮普拉、比哈里甘、馬德普拉和基斯杭格阿恩傑。

## 外部連結
- 印度國道系統地圖（页面存档备份，存于）